# جون جيمس عثمان
جون جيمس عثمان (بالإنجليزية: John Osman)‏ هو سياسي أسترالي وبريطاني (وحمل سابقاً جنسية المملكة المتحدة لبريطانيا العظمى وأيرلندا)، ولد في 1 ديسمبر 1847، وتوفي في 24 فبراير 1916. انتخب عضو مجلس النواب جنوب أستراليا من الجمعية عن دائرة Electoral district of Victoria ‏ وقد انضم خلال فترته النيابية (1 نوفمبر 1888 – 14 أبريل 1893)  للكتلة البرلمانية مستقل.